# Hoopa (Californie)
Hoopa est une census-designated place du comté de Humboldt, dans l'État de Californie, aux États-Unis. En 2020, elle compte une population de 3 167 habitants.